# Relaciones Perú-Suiza
Las relaciones Perú-Suiza (en alemán: Peruanisch-Schweizerische Beziehungen; en francés: Relations Péruvienne-Suisse; en italiano: Relazioni Peruviano-Svizzere) se refieren a las relaciones entre la República del Perú y la Confederación Suiza.
El Perú y Suiza iniciaron relaciones consulares en 1876 con el nombramiento de Cónsul Honorario en Ginebra.
La emigración internacional de peruanos residentes en Suiza representa el 0,8% al 2013. Desde el 15 de marzo de 2016 están exonerados de la visa para los peruanos en el espacio Schengen.

## Comercio
Perú y Suiza tiene un acuerdo comercial mediante el Tratado de Libre Comercio entre Perú y la Asociación Europea de Libre Comercio. El acuerdo entró en vigor el 1 de marzo de 2013.

## Visitas de alto nivel
Visitas presidenciales de Perú a Suiza
- Presidente Dina Boluarte (2025)[6]

## Misiones diplomáticas
- Perú tiene una embajada en Berna.
- Suiza tiene una embajada en Lima.

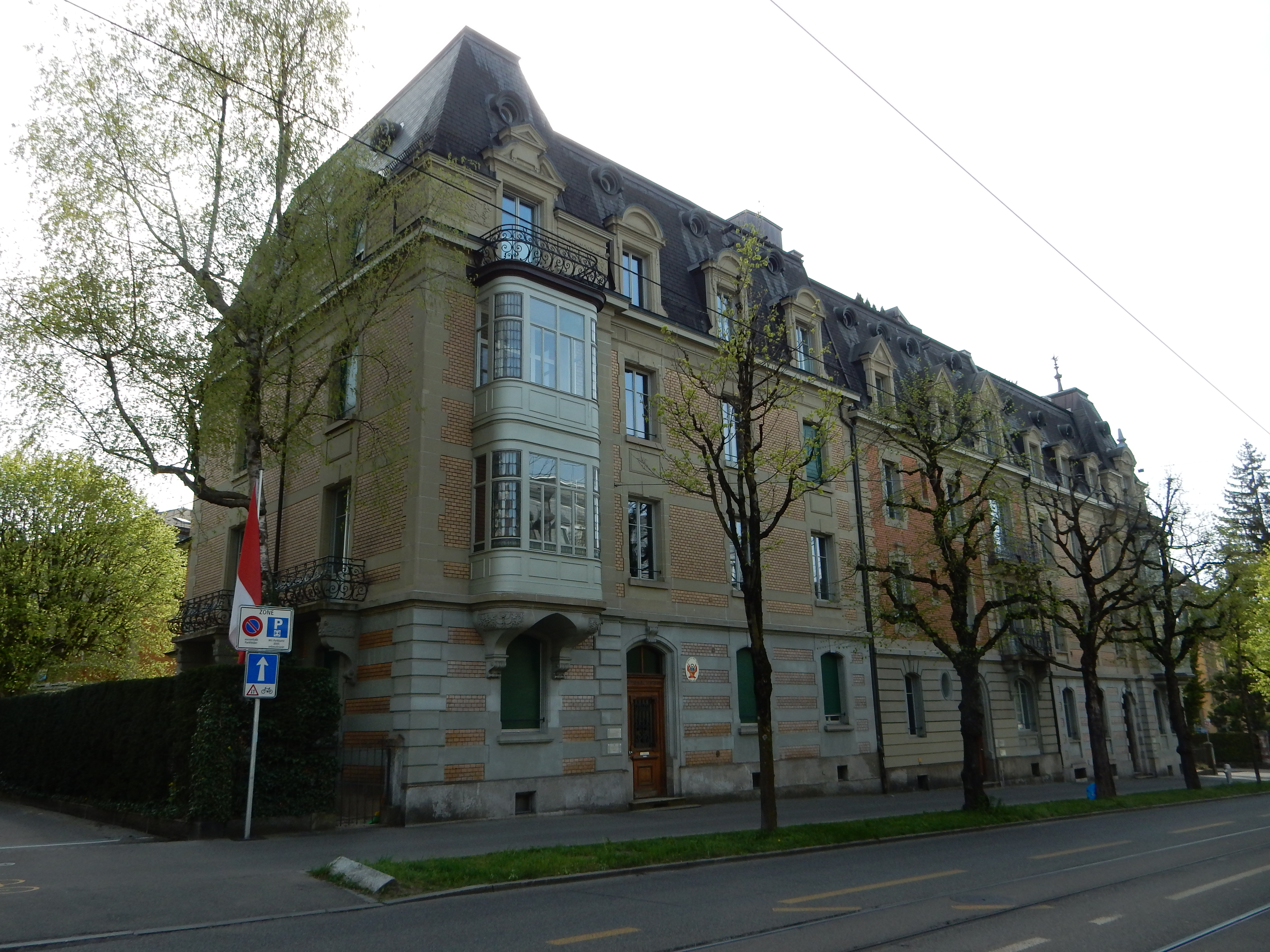
Embajada del Perú en Berna.
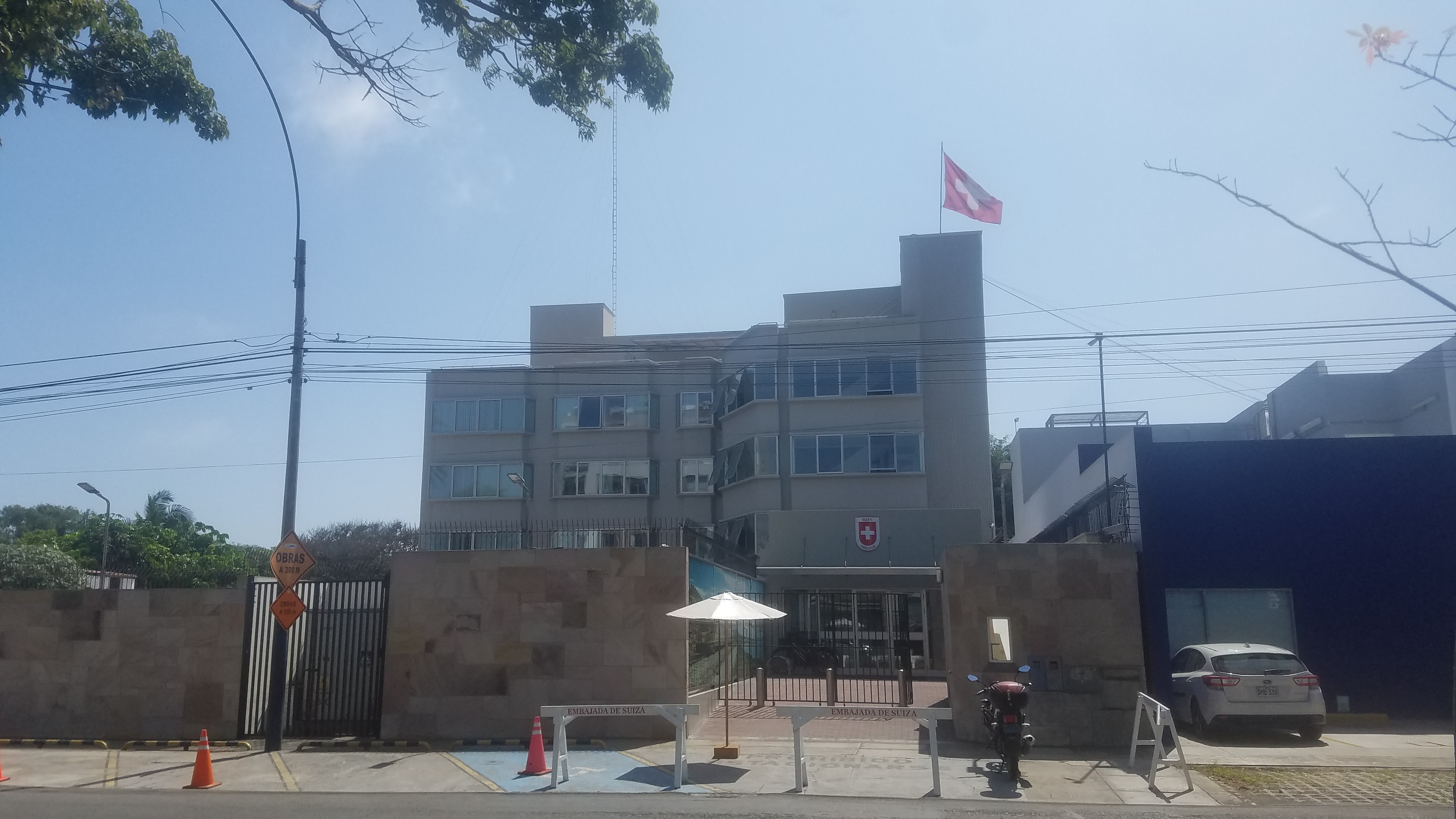
Embajada de Suiza en Lima.